# Yossi & Jagger
Yossi & Jagger es una película israelí del año 2002 con temática LGBT y es dirigida por Eytan Fox. El guion está escrito por Avner Bernheimer, trata sobre una historia real, la historia de amor de dos oficiales israelíes en la frontera libanesa.
Esta película se estrenó el 1 de agosto de 2002 en Israel, donde consiguió gran éxito de crítica y público, para dar el salto internacional a Alemania en la Berlinale de 2003 estrenándose el 10 de febrero de 2003, que le dio notoriedad e hizo que se estrenara en multitud de países más como en el Reino Unido el 6 de abril de 2003, Estados Unidos de América el 18 de mayo de 2003 o España el 8 de julio de 2005.

## Argumento
La película narra la historia de Yossi, coronel del ejército israelí, quien está al mando de un grupo de soldados en un puesto cercano a la frontera con el Líbano donde realizan labores de patrulla. Lior, a quien todo el mundo se refiere como Jagger, mantiene en secreto una relación homosexual con Yossi, en la cual difieren en el nivel de compromiso con su amor. Debido a la falta de privacidad que hay en la pequeña base, su única oportunidad para obtener un poco de intimidad es salir de patrulla juntos, momentos en los cuales pueden dar rienda suelta a sus sentimientos entre la nieve que esos días cubre la frontera.
Cierto día, un coronel llega a la base con dos mujeres soldados. Una de ellas, llamada Yaeli, está enamorada de Jagger. Yaeli busca siempre la manera de estar en privado con quien considera que es su verdadero amor: un Jagger siempre amable con los demás, que considera que lo más importante es que en la base haya perfecta armonía y buen ambiente entre los soldados. Todos estos encuentros entre Yaeli y Jagger son vigilados por Ofir, principal inductor de los rumores de la homosexualidad de los dos mandos entre sus compañeros, por la estrecha relación que contempla entre ellos, y los celos por la chica. Durante ese mismo día en la cena, el coronel comunica al grupo que esa misma noche deberán salir en misión nocturna, a lo cual Yossi se muestra reacio debido a que es noche de luna llena y hay demasiada visibilidad, lo cual aumenta el peligro.
La historia muestra un choque entre las opiniones de Yossi y Jagger acerca de su relación: Jagger esperaba que ambos abandonarían el ejército cuando acabaran el servicio militar, mientras que Yossi se niega violentamente a ello, ya que cree en la misión que cumplen, y quiere seguir sirviendo a su país, aunque para ello tenga que renunciar a su relación. Debido a esta diferencia en la forma de pensar de los dos soldados, la relación entre estos se encuentra afectada negativamente al momento de empezar la misión.
Desde el comienzo, la misión no va como se había planeado, ya que quedan atrapados, llegando inevitablemente a un enfrentamiento directo con las fuerzas de Líbano.

## Personajes
- Ohad Knoller interpreta a Yossi, un comandante del ejército israelí, que realiza expediciones en la frontera con el Líbano, mantiene una relación homosexual con Jagger, que aunque todo el mundo supone, él niega, no siendo discutido por nadie debido a su posición de mando. Es muy introvertido y está totalmente integrado dentro del sistema, al que no discute.
- Yehuda Levi es Lior, al que todo el mundo conoce como Jagger, por su supuesto parecido con el vocalista de los Rolling Stones. Jagger es comandante y mantiene una relación en secreto con Yossi, relación que no le importaría hacer pública, ya que está deseando dejar el ejército para comenzar a vivir su vida. Es muy extrovertido, y un apasionado de las canciones de Rita Kleinstein.
- Aya Steinovitz es Yaeli, una de las chicas que llega al puesto fronterizo con el coronel. Yaeli está prunfundamente enamorada de Jagger, y está convencida de que estos sentimientos son recíprocos, por la amabilidad que el chico demuestra hacia ella. Ambos comparten una amistad que hace a la chica llegar a pensar que son novios.
- Sharon Raginiano hace el papel del coronel que llega a la base con la nueva y peligrosa misión. El coronel mantiene una extraña relación con la hermosa soldado Goldie.
- Hani Furstenberg es Goldie, la soldado que llega a la base junto a Yaeli y el coronel. Goldie es la típica chica que revoluciona a todos los hombres por donde va pasando. Mantiene una relación con el coronel, debido a la posición de éste y los beneficios que puede conseguir.
- Assi Cohen es Ofir, un soldado enamorado de Yaeli, que aunque sospecha el secreto de Jagger, siente unos profundos celos por los sentimientos de ella, ya que no encuentra su oportunidad para demostrar lo que siente.

## Temas

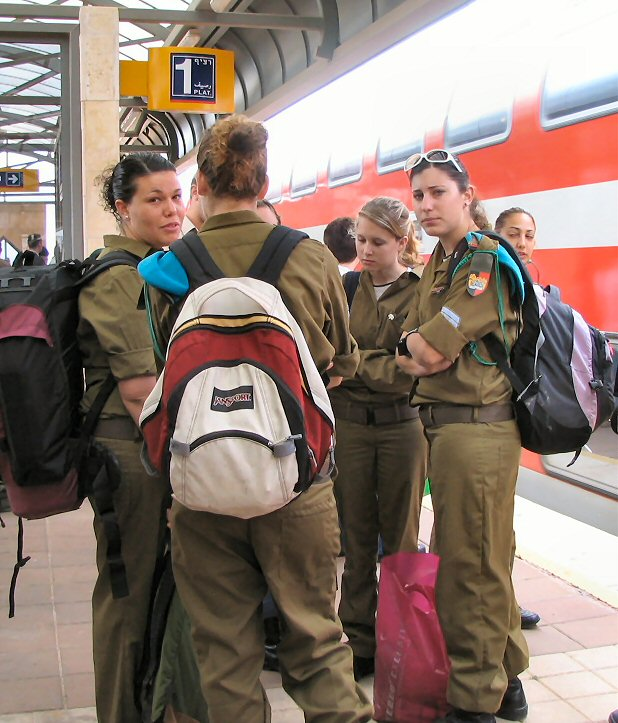
Mujeres del ejército israelí durante el servicio militar obligatorio.

El tema principal de la película es el amor homosexual. Para tocar la temática, la película se enfoca además en mostrar el contraste entre las dos formas contrarias de ver una relación de este tipo, muchas veces considerada tabú: Yossi intenta encontrar su lugar dentro de un sistema rígido, de modo que pueda vivir su amor sin tener que mostrar su inclinación sexual abiertamente, ocultándose detrás del compañerismo y la camaradería; Jagger, por su parte, está dispuesto a dejarlo todo e ir donde sea necesario para vivir su amor con libertad.
También se aborda el tema de la obligación por parte de todos los jóvenes israelíes de hacer el servicio militar, 3 años en el caso de los hombres y 21 meses en el caso de las mujeres. En la cinta, muchos personajes ven como sus mejores años se pierden en medio de una guerra que no entienden, haciendo planes de futuro y compartiendo sus inquietudes totalmente ajenas al lugar y la situación en la que viven.
Es una cinta profundamente antibelicista, que reflexiona sobre la guerra y la necesidad de ofrecer la vida humana por obligación para proteger una sociedad de otra, en la que otros hombres se enfrentan igualmente por obligación.

## Producción y rodaje
El rodaje no tuvo ninguna ayuda por parte del ejército israelí, fue filmada en un antiguo y verdadero búnker, de pequeñas dimensiones, por lo cual la camará era llevada en muchos casos por el propio director. Los uniformes fueron aportados por los mismos actores y en algunos casos fueron alquilados.
Es una película de bajo coste, unos USD$200.000, cosa que dota al filme de una atmósfera especial cercana al documental.
El mediometraje Time Off o After, realizado por Eytan Fox en 1990, que narra el drama de dos soldades israelíes, como se conocen y se enamoran, es considerada el germen de Yossi & Jagger, ya que completa perfectamente las lagunas de ésta, de como los dos protagonistas comenzaron su relación.

## Críticas
Numerosos críticos coinciden en la brevedad de la cinta, apenas más de una hora de duración, si bien para algunos es una virtud que evita la retórica y se acerca casi al documental, otros ven en esto un tosco desarrollo de los personajes y de las relaciones entre ellos, con una ambientación demasiado austera.

Remarcable el intenso interés que produce en la crítica la visión del mundo oculto de la homosexualidad en el ejército, y el retrato de la hipocresía presente, que se agarra a los estereotipos de "machos" para los soldados. Aunque se reconozca que la situación es solamente una excusa para mostrar la historia de los protagonistas en un ambiente más dramático.
La interpretación de sus principales protagonistas es positivamente valorada, como muy natural y creíble, que hace que una relación artificial entre dos chicos guapos, sea totalmente creíble, todo esto ayudado por la sensación de realidad que transmite la película, que se convierte en una versión moderna y gay del clásico Romeo y Julieta.

## Banda sonora

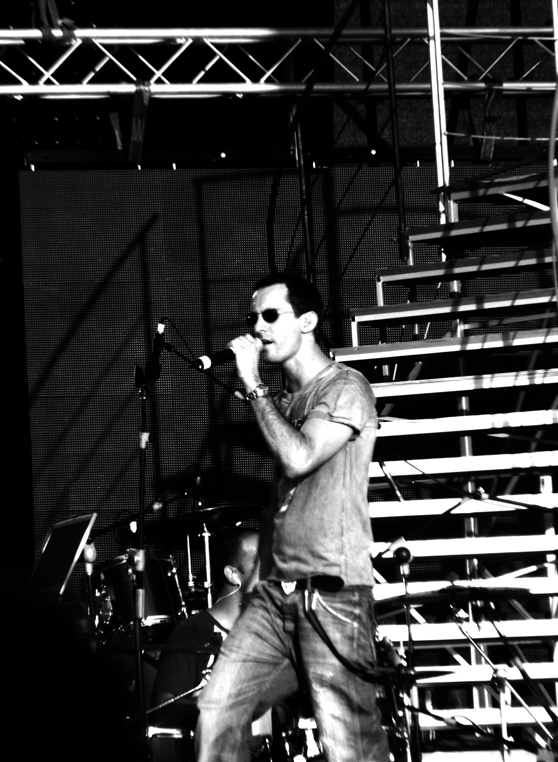
Ivri Lider en el concierto "Volume Tel-Aviv" 2006.

La banda sonora corre a cargo de Ivri Lider, cantautor homosexual muy conocido en Israel. Incluyendo una versión de la canción Bo de Rita, cantada por el propio Ivri, que se convirtió en uno de los temas más populares de Israel en 2003. Para la promoción internacional grabó una versión en inglés llamada Your soul.
Su incluyen temas de bandas internacionales como Part Of The Process de Morcheeba, Your Favourite Music de Clem Snide y Enlightened Evolution de Astral Projection.

## Polémicas
Debido al tema que trata, la situación de los personajes y el contexto de la situación, la película ha sido criticada, en Israel los críticos instaron al director Eytan Fox a «lavar la ropa sucia en casa», no solo por esta cinta, también por los temas que trata en sus otras obras como Caminar sobre las aguas o La Burbuja, donde trata temas donde intenta hacer reflexionar a la sociedad isreaelí sobre temas como la homosexualidad, el terrorismo o el papel del ejército.
El grupo QUIT! hizo una dura crítica a la cinta, debido a que deja de lado otros temas que deberían tener importancia en la película centrándose en la historia de amor, temas como las muertes producidas en la guerra en el Líbano y en los Territorios Palestinos, los refugiados y los daños materiales producidos. El grupo creó un epílogo donde finalmente Yossi abandona el ejército, va a prisión y se convierte en un activista pacifista.
El 17 de junio de 2003, durante una proyección de la película de San Francisco el grupo QUIT! interrumpió la proyección para protestar en su contra, el cónsul general de Israel, que acudió a la proyección tomó parte, afirmando que era una película de amor sin carga política, y el grupo expresó sus quejas, dejando claro que nada tenía que ver con el contenido homosexual de la cinta, con pancartas con mensajes como «Ningún animal fue herido durante el rodaje de esta película» y «17.000 ciudadanos palestinos y libaneses fueron asesinados por el ejército de Israel en Líbano».

## Edición DVD
La edición internacional del DVD fue realizada el 30 de marzo de 2004.
En la edición en DVD se incluyen además de menús interactivos, acceso directo a escenas, ficha técnica, ficha artística y tráilers, dos documentales, el primero Eytan Fox, rompiendo tabús, sobre la trayectoria cinematográfica del director y los temas polémicos que suele tratar en sus cintas. El segundo Rumores sobre Yossi y Jagger, cuenta la trayectoria de la película desde su estreno en Israel hasta su repercusión internacional.
En España el DVD fue editado el 13 de enero de 2006, y aunque en los cines había sido proyectada en hebreo con subtítulos en español, en el DVD se incluyó el audio doblado, con la opción de poder verla de ambas formas.

## Premios
- Premio al mejor actor a Ohad Knoller en el Festival de Cine de Tribeca.
- Premio al mejor actor a Yehuda Levi en el Dallas OUT TAKES 2003, Festival Internacional de cine LGBT de Dallas.
- Premios al mejor actor a Yehuda Levi y a la mejor película para televisión en la categoría de drama en los premios de la Academia Israelí de Televisión 2003.
- Premio del público al mejor largometraje en el Festival Internacional de Cine LGBT de Turín 2003.
- Premio GLAAD Media Award 2004 a la mejor película de difusión limitada de la GLAAD (Alianza Gay y Lésbica Contra la Difamación).
- Premios a la mejor película y a la mejor película extranjera en los Premios Glitter 2004.